# Ross Ihaka
Ross Ihaka est un statisticien, professeur à l'université d'Auckland en Nouvelle-Zélande. Il est connu pour être avec Robert Gentleman à l'initiative du développement du langage de programmation R.